# ラファエル・ヒメネス・ハルケ
ファリ（Fali）こと、ラファエル・ヒメネス・ハルケ（Rafael Jiménez Jarque, 1993年8月12日 - ）は、スペイン・バレンシア州バレンシア県バレンシア出身のサッカー選手。プリメーラ・ディビシオン・カディスCF所属。ポジションはDF。

## クラブ経歴
カンテラ時代はバレンシア州に本拠地を置くビジャレアルCFやレバンテUDなどで過ごし、2011年にBチームに昇格。2年間プレーした後、2013年8月にウラカン・バレンシアCFに移籍。
2015年7月6日、ジムナスティック・タラゴナと2年契約を締結。2016年1月7日にはFCバルセロナBへのローン移籍が決まり、2018年6月までプレーした。
2019年5月10日、カディスCFに2018-19シーズン終了までのローン移籍が決定。同シーズン終盤に4試合に出場。7月8日には完全移籍が決まり、2022年までの契約に合意。更に2020年2月には2024年までの契約延長に合意。2019-20シーズンはセグンダ・ディビシオンで2位に入り、2005-06シーズン以来のラ・リーガ復帰が決定した。
2020年10月17日のレアル・マドリード戦では、敵地の1-0のアップセットを達成。ファリも先発出場し、歴史的勝利に貢献した。

## 人物
- 2020年4月に、｢16歳で結婚した｣などと告白し、更に幼少期から貧困に悩まされてきたなどと告白した[6][7]。